# Первое правительство Властимила Тусара
Первое правительство Властимила Тусара — второе чехословацкое правительство после провозглашения государства. Действовало с 8 июля 1919 года по 25 мая 1920 года. Было сформировано после успеха левых на муниципальных выборах (среди чехов 32,5% за социал-демократов и 17,3% за социалистов, среди немцев 47,9% за Немецкую социал-демократическая рабочая партия в Чехословакии). Было правительством левой (так называемой Красно-зелёной коалиции), в которой были представлены «красные» партии (социал-демократы (в состав которых входили и коммунисты) и социалистическая) и «зелёная» партия аграриев. Действовало в период Революционного Национального собрания. Премьер-министром стал социал-демократ Властимил Тусар.
6 декабря 1919 года создано новое министерство — Министерство унификации законов и административной организации, отвечающие за приведение законов и административных правил в различных частях страны к единому виду. Причиной было то, что на части территории действовали ранее австрийские законы Австро-Венгрии, а на другой части — венгерские.
Кабинет подал в отставку после парламентских выборов 1920 года, в результате которых мандат на формирование нового правительства снова получил Властимил Тусар.

## Состав правительства
| Партия                                    | Партия                                              | Портфель                     | Министр          | Принятие поста   | Оставление поста |
| ----------------------------------------- | --------------------------------------------------- | ---------------------------- | ---------------- | ---------------- | ---------------- |
|                                           | Чехословацкая социал-демократическая рабочая партия | Председатель правительства   | Властимил Тусар  | 8 июля 1919      | 25 мая 1920      |
| Министр школьного и народного образования | Чехословацкая социал-демократическая рабочая партия | Густав Габрман               | 8 июля 1919      | 25 мая 1920      |                  |
| Министр общественных работ                | Чехословацкая социал-демократическая рабочая партия | Антонин Гампл                | 8 июля 1919      | 25 мая 1920      |                  |
| Министр социального обеспечения           | Чехословацкая социал-демократическая рабочая партия | Лев Винтер                   | 8 июля 1919      | 25 мая 1920      |                  |
|                                           | Республиканская партия чехословацкого села          | Министр внутренних дел       | Антонин Швегла   | 8 июля 1919      | 25 мая 1920      |
| Министр финансов                          | Республиканская партия чехословацкого села          | Цирил Горачек                | 8 июля 1919      | 9 октября 1919   |                  |
| Министр финансов                          | Республиканская партия чехословацкого села          | Кунеш Соннтаг                | 9 октября 1919   | 25 мая 1920      |                  |
| Министр почты и телеграфа                 | Республиканская партия чехословацкого села          | Франтишек Станек             | 8 июля 1919      | 25 мая 1920      |                  |
| Министр сельского хозяйства               | Республиканская партия чехословацкого села          | Карел Прашек                 | 8 июля 1919      | 25 мая 1920      |                  |
|                                           | Чехословацкая социалистическая партия               | Министр национальной обороны | Вацлав Клофач    | 8 июля 1919      | 25 мая 1920      |
| Министр путей сообщения                   | Чехословацкая социалистическая партия               | Йиржи Стржибный              | 8 июля 1919      | 17 сентября 1919 |                  |
| Министр путей сообщения                   | Чехословацкая социалистическая партия               | Эмил Франке (управляющий)    | 17 сентября 1919 | 25 мая 1920      |                  |
| Министр юстиции                           | Чехословацкая социалистическая партия               | Франтишек Веселый            | 8 июля 1919      | 25 мая 1920      |                  |
| Министр торговли                          | Чехословацкая социалистическая партия               | Фердинанд Гейдлер            | 8 июля 1919      | 25 мая 1920      |                  |
|                                           | Беспартийные министры                               | Министр иностранных дел      | Эдвард Бенеш     | 8 июля 1919      | 25 мая 1920      |
| Министр унификации                        | Беспартийные министры                               | Милан Годжа                  | 8 июля 1919      | 25 мая 1920      |                  |
| Министр здравоохранения                   | Беспартийные министры                               | Вавро Шробар                 | 8 июля 1919      | 25 мая 1920      |                  |
| Министр по делам Словакии                 | Беспартийные министры                               | Вавро Шробар                 | 8 июля 1919      | 25 мая 1920      |                  |
| Министр продовольствия                    | Беспартийные министры                               | Федор Гоудек                 | 8 июля 1919      | 1 апреля 1920    |                  |
| Министр продовольствия                    | Беспартийные министры                               | Кунеш Соннтаг (управляющий)  | 1 апреля 1920    | 25 мая 1920      |                  |